# Skyhigh
Skyhigh (スカイハイ?, Sukaihai) è un manga di due volumi scritto e disegnato da Tsutomu Takahashi. È stato distribuito in Giappone dalla Shūeisha sulla rivista Weekly Young Jump, mentre in Italia è stato pubblicato dalla Star Comics sui numeri 46 e 47 di Point Break. 
In seguito Tsutomu Takahashi ne ha realizzato due sequel: Skyhigh: Karma (スカイハイ カルマ?, Sukaihai: Karuma) e Skyhigh: Shinshō (スカイハイ 新章?, Sukaihai: Shinshō). Dal manga sono stati inoltre tratti un film e una serie televisiva, con Yumiko Shaku nel ruolo di Izuki.

## Trama
Izuki è la custode della porta del rancore, dove giungono le anime delle persone che hanno subito una morte violenta. Ad esse vengono offerte tre possibilità: accettare la morte e andare in paradiso, rifiutare la morte e vagare nel mondo come fantasmi oppure uccidere qualcuno con una maledizione. L'ultima possibilità però comporta la condanna all'inferno, senza possibilità di rinascere.

## Lista volumi

### Skyhigh
| Nº | Titolo italiano Giapponese 「Kanji」 - Rōmaji | Data di prima pubblicazione         | Data di prima pubblicazione |
| Nº | Titolo italiano Giapponese 「Kanji」 - Rōmaji | Giapponese                          | Italiano                    |
| 1  | Skyhigh 1 「スカイハイ 1」                    | 10 dicembre 2001 ISBN 4-08-876245-2 | 10 settembre 2003           |
| 2  | Skyhigh 2 「スカイハイ 2」                    | 17 maggio 2002 ISBN 4-08-876301-7   | 10 ottobre 2003             |

### Skyhigh Karma

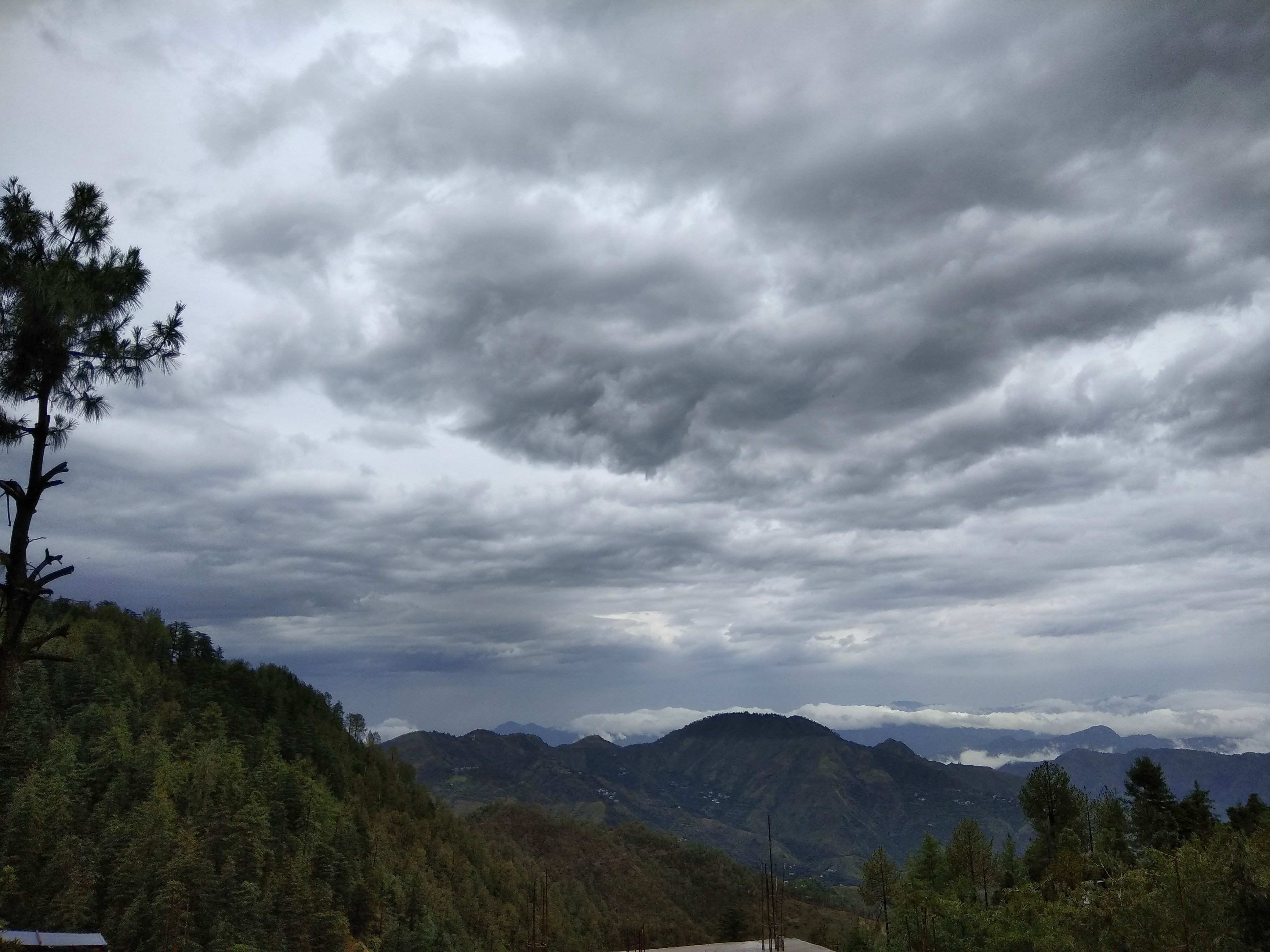
Copertina del primo volume dell'edizione italiana di Skyhigh Karma

| Nº | Titolo italiano Giapponese 「Kanji」 - Rōmaji | Data di prima pubblicazione       | Data di prima pubblicazione |
| Nº | Titolo italiano Giapponese 「Kanji」 - Rōmaji | Giapponese                        | Italiano                    |
| 1  | Skyhigh Karma 1 「スカイハイ カルマ 1」       | 19 maggio 2003 ISBN 4-08-876447-1 | 28 luglio 2011              |
| 2  | Skyhigh Karma 2 「スカイハイ カルマ 2」       | 19 agosto 2003 ISBN 4-08-876490-0 | 8 settembre 2011            |

### Skyhigh Shinsho
| Nº | Titolo italiano Giapponese 「Kanji」 - Rōmaji | Data di prima pubblicazione             | Data di prima pubblicazione |
| Nº | Titolo italiano Giapponese 「Kanji」 - Rōmaji | Giapponese                              | Italiano                    |
| 1  | Skyhigh Shinsho 1 「スカイハイ 新章 1」       | 18 ottobre 2012 ISBN 978-4-08-619391-7  | -                           |
| 2  | Skyhigh Shinsho 2 「スカイハイ 新章 2」       | 16 novembre 2012 ISBN 978-4-08-619392-4 | -                           |
| 3  | Skyhigh Shinsho 3 「スカイハイ 新章 3」       | 18 dicembre 2012 ISBN 978-4-08-619393-1 | -                           |